# Tsjechisch
Het Tsjechisch (čeština of český jazyk) is een West-Slavische taal met ongeveer 12 miljoen sprekers. Tsjechisch wordt vooral gesproken in Tsjechië (10,2 miljoen inwoners), maar ook in de buurlanden (met name Slowakije en Oostenrijk) en landen met veel Tsjechische immigranten, zoals de Verenigde Staten en Canada. Sinds 1 mei 2004 is het Tsjechisch een van de officiële werktalen van de Europese Unie.
Het Tsjechisch is onder de West-Slavische talen het nauwst verwant met het Slowaaks, gevolgd door het Oppersorbisch en het Pools. Het Tsjechisch en het Slowaaks zijn tot op zeer grote hoogte onderling verstaanbaar.

## Alfabet
Het Tsjechisch wordt geschreven met het Latijnse alfabet, gebruikmakend van een aantal specifieke diakritische tekens, namelijk de háček (háček,ˇ), het accent aigu (čárka, ´) en de corona (kroužek, ˚).
Het Tsjechische alfabet luidt als volgt:
| Hoofdletter | Kleine letter | Naam             | Naam               | Uitspraak(IPA) |
| Hoofdletter | Kleine letter | Tsjechisch       | IPA                | Uitspraak(IPA) |
| ----------- | ------------- | ---------------- | ------------------ | -------------- |
| A           | a             | á                | a                  | ɑ              |
| Á           | á             | dlouhé a         | dloʊɦɛː a          | a              |
| B           | b             | bé               | bɛː                | b              |
| C           | c             | cé               | t͡sɛː               | t͡s             |
| Č           | č             | čé               | t͡ɕɛː               | t͡ɕ, t͡ʃ         |
| D           | d             | dé               | dɛː                | d              |
| Ď           | ď             | ďé               | ɟɛː                | ɟ              |
| E           | e             | é                | ɛː                 | ɛ              |
| É           | é             | dlouhé e         | dloʊɦɛː ɛː         | ɛː             |
| Ě           | ě             | ije e s háčkem   | ijɛ ɛ s haːt͡ʃkɛm   | ɛ, jɛ          |
| F           | f             | ef               | ɛf                 | f              |
| G           | g             | gé               | ɡɛː                | ɡ              |
| H           | h             | há               | ɦa                 | ɦ              |
| CH          | ch            | chá              | χa                 | χ, ʁ           |
| I           | i             | í                | i                  | ɪ              |
| Í           | í             | dlouhé i         | dloʊɦɛː i          | i              |
| J           | j             | jé               | jɛː                | j              |
| K           | k             | ká               | ka                 | k              |
| L           | l             | el               | ɛl                 | l              |
| M           | m             | em               | ɛm                 | m              |
| N           | n             | en               | ɛn                 | n              |
| Ň           | ň             | eň               | ɛɲ                 | ɲ              |
| O           | o             | ó                | o                  | ɔ              |
| Ó           | ó             | dlouhé o         | dloʊɦɛː o          | o              |
| P           | p             | pé               | pɛː                | p              |
| Q           | q             | quvé             | kʋɛː               | k              |
| R           | r             | er               | ɛɺ                 | ɺ              |
| Ř           | ř             | eř               | ɛr̝                 | ɼ, r̝           |
| S           | s             | es               | ɛs                 | s              |
| Š           | š             | eš               | ɛʂ                 | ʂ, ʃ           |
| T           | t             | té               | tɛː                | t              |
| Ť           | ť             | ťé               | cɛː                | c              |
| U           | u             | u                | u                  | ʏ              |
| Ú           | ú             | u s čárkou       | u s t͡ʃaːrkoʊ       | y              |
| Ů           | ů             | u s kroužkem     | u s kroʊʂkɛm       | y              |
| V           | v             | vé               | ʋɛː                | ʋ              |
| W           | w             | dvojité v        | -                  | ʋ              |
| X           | x             | ix               | ɪks                | ks             |
| Y           | y             | ypsilon          | ɪpsilɔn            | ɪ              |
| Ý           | ý             | dlouhé (tvrdé) y | dloʊɦɛː (tvrdɛː) ɪ | i              |
| Z           | z             | zet              | zɛt                | z              |
| Ž           | ž             | žet              | ʐɛt                | ʐ, ʒ           |

De letters Q, X en W worden alleen in vreemde woorden en leenwoorden gebruikt en komen weinig tot zeer weinig voor.
De ů is in feite hetzelfde als de ú, de ů mag echter niet aan het begin van een woord worden gebruikt. Ook de ě kan niet aan het begin van een woord staan, omdat de háček op de e aangeeft dat de voorafgaande letter wordt gepalataliseerd.
De letters l en r kunnen ook als klinkers fungeren, wat kan leiden tot een zin als "strč prst skrz krk" (steek je vinger door je keel).

## Structuur
De grammatica van het Tsjechisch geldt als moeilijk. Zelfstandige naamwoorden, bijvoeglijke naamwoorden, de verschillende voornaamwoorden en de telwoorden worden verbogen in 7 naamvallen in enkelvoud, meervoud en 4 verschillende geslachten (mannelijk bezield, mannelijk onbezield, vrouwelijk en onzijdig). De uitgangen zijn niet altijd voorspelbaar en kunnen bovendien voor dezelfde naamval in de verschillende variëteiten van het Tsjechisch van elkaar verschillen. Werkwoorden worden vervoegd naar tijd, persoon, wijs en getal. Daarnaast beschikken werkwoorden - net als in de andere Slavische talen - over de categorie aspect, waarmee de voltooidheid of onvoltooidheid van een handeling uitgedrukt wordt.
Het Tsjechisch heeft een vast woordaccent: de klemtoon ligt altijd op de eerste lettergreep. Hierbij moet wel worden aangetekend dat enclitische woorden (woorden zonder eigen woordaccent) een eenheid vormen met de woorden waar ze bij horen, waardoor de klemtoon bijvoorbeeld standaard verspringt naar een voorzetsel.

## Sociolinguïstische situatie
De sociolinguïstische situatie van het Tsjechisch is zeer complex, met name door de ontstaansgeschiedenis van de huidige standaardtaal. De situatie is in zekere zin vergelijkbaar met die van het Nederlands in Vlaanderen, al wordt ze nog sterker gekenmerkt door diglossie (een vorm van tweetaligheid). De officiële standaardtaal (spisovná čeština) wordt vooral gebruikt voor geschreven teksten. In gesproken vorm wordt de standaardtaal gebruikt in het onderwijs, in het politieke, wetenschappelijke en maatschappelijke debat en in de berichtgeving op radio en televisie.
De standaardtaal staat echter vrij ver af van de moedertaal van de meeste mensen. De meeste Tsjechen hebben een van de volgende variëteiten als moedertaal:
- Het zogenoemde obecná čeština (Algemeen-Tsjechisch), dat vooral in Bohemen wordt gebruikt en daar op enkele uitzonderingen na de dialecten heeft verdrongen. Het bevat veel elementen van het Praags, en het gebruik ervan wordt daarom buiten Bohemen vaak opgevat als een ongepaste uiting van 'pragocentrisme'.
- Regiolecten, stadsdialecten en dialecten. Dialecten zijn het sterkst vertegenwoordigd in het oosten van het land (Moravië en Silezië).

Doordat de standaardtaal in Tsjechië altijd een later, op school aangeleerde taalvorm is, dringen elementen uit substandaardvariëteiten gemakkelijk door in het taalgebruik bij het spreken van de standaardtaal. Het betreft dan met name morfologische elementen (vormen en uitgangen van bijvoorbeeld werkwoorden en zelfstandige naamwoorden) en elementen uit het lexicon (woorden). In welke mate een spreker dergelijke elementen gebruikt als hij de standaardtaal spreekt, hangt af van de formaliteit van de situatie, maar ook van sociale en regionale factoren, van iemands leeftijd en taalvaardigheid.
Tussen de standaardtaal aan de ene kant en het obecná čeština, de regiolecten en de (stads)dialecten aan de andere kant ontwikkelt zich langzaam een nationale, bovenregionale spreektaal (běžná mluva). De positie van deze variëteit is vrij zwak en heeft vooral voet aan de grond gekregen in het oosten, in de gebieden waar het obecná čeština historisch zwak vertegenwoordigd is.
Al deze verschillende variëteiten zijn niet duidelijk van elkaar afgegrensd: elementen en kenmerken van de verschillende variëteiten lopen continu door elkaar, waardoor de taalsituatie in Tsjechië voor buitenlanders complex en erg ondoorzichtig is.
In het dagelijks spraakgebruik is het gebruik van woorden afkomstig uit het Duits niet ongewoon, bijvoorbeeld ksicht (voor gezicht) en kšeft (voor handel).

## Geschiedenis van het Tsjechisch
Het Tsjechisch kende een periode van grote bloei tussen de 13e en de 16e eeuw en is daarmee een van de oudste cultuurtalen van Europa. De taal was bruikbaar voor alle in die tijd denkbare genres, zoals kronieken, legendes en in een later stadium ook voor juridische, theologische, filosofische en andere wetenschappelijke teksten. Aan het einde van de 16e eeuw kende het Tsjechisch een grote mate van uniformiteit en stabiliteit, zowel in zijn geschreven als in zijn gesproken vorm. Bekende denkers die het Tsjechisch gebruikten, waren bijvoorbeeld Jan Hus en Jan Amos Comenius. Het Tsjechisch beïnvloedde in die periode ook andere Slavische talen, zoals het Pools, het Sorbisch en het Slowaaks.
Aan deze bloei kwam een eind in 1620, toen Tsjechië onder het bewind van de Habsburgers kwam. Het Duits en in mindere mate het Latijn werden de overheersende talen in het bestuur, de literatuur en het maatschappelijk leven. De Tsjechische culturele elite onderging een sterke germanisering; het Tsjechisch werd vooral in leven gehouden door de bevolking die behoorde tot de lagere sociale strata in de steden en door de plattelandsbevolking. Pas aan het eind van de 18e eeuw, rond het begin van de nationale wedergeboorte, kwam aan deze stagnatie een einde, toen men de taal ging beschouwen als een essentieel en onvervreemdbaar onderdeel van de eigen nationale identiteit.
Toen de belangstelling voor de eigen taal weer toenam, was het Tsjechisch van de 16e eeuw - met zijn stabiele norm - inmiddels verloren gegaan. Doordat de overheersende taal in die dagen het Duits was, had men een probleem bij het vaststellen van een norm die niet alleen voor mondeling taalgebruik geschikt was, maar ook voor alle genres, registers en stijlniveaus van de geschreven taal. Noodgedwongen greep men voor een groot deel terug op de oude normen om nieuwe begrippen te benoemen en de vele germanismen die de spreektaal had opgenomen te vervangen. De gecompliceerde sociolinguïstische situatie vindt in belangrijke mate hier haar oorsprong: de taalontwikkeling was - mede door het gebrek aan een norm - in de tussentijd niet stil blijven staan. Twee personen die in die dagen in belangrijke mate de huidige vorm van het Tsjechisch hebben bepaald, zijn Josef Dobrovský, die in 1809 een Tsjechische grammatica publiceerde, en Josef Jungmann, van wiens hand tussen 1835 en 1839 een Tsjechisch-Duits woordenboek verscheen. De woordenschat werd aangepast aan de moderne tijd en uitgebreid met leenvertalingen en met leenwoorden uit andere Slavische talen, met name het Russisch en het Pools.